# Campeonato Argentino de Básquet 2016
La edición 2016 del Campeonato Argentino de Selecciones fue la octogésima segunda edición de esta competencia nacional de mayores. Se inició el 18 de julio con el partido inaugural entre el vigente campeón Tucumán, que se enfrentó al seleccionado de la provincia de La Rioja.

## Modo de disputa
El torneo estuvo dividido en dos fases, la fase de grupos, donde participaron todos los equipos clasificados y la fase campeonato, donde participaron cuatro equipos clasificados de la anterior etapa.

### Fase de grupos
Los doce equipos se dividieron mediante sorteo en dos grupos de seis equipos cada uno. Los cuatro mejores de cada grupo, avanzaron a la fase campeonato.
- Grupo A: del 18 al 22 de julio en el Estadio de Olimpia, Venado Tuerto, Santa Fe.
- Grupo B: del 18 al 22 de julio en "La Caldera Roja" Firmat, Santa Fe.

### Fase permanencia
El sexto de cada grupo descendió de manera directa al "Campeonato Promocional".

### Fase campeonato
Clasificaron a esta fase los ubicados en la primera y segunda posición de cada grupo. Estos cuatro equipos jugaron semifinal y final. Los ubicados terceros y cuartos finalizaron su participación. De esta manera jugaron el 1° contra el 2° y así sucesivamente. Los perdedores finalizaron su participación.
- Semifinal: 23 de julio en "La Caldera Roja" Firmat, Santa Fe.
- Final: 24 de julio en "La Caldera Roja" Firmat, Santa Fe.

## Equipos participantes
Respecto a la edición pasada, los seleccionados que descendieron fueron reemplazados por el 1.º del "Promocional Norte" y el 1.º del "Promocional Sur", Corrientes y Neuquén respectivamente. El sorteo de fase de grupos se realizó el 20 de mayo.
| Grupo A      | Grupo B             |
| ------------ | ------------------- |
| Buenos Aires | Santa Fe            |
| Corrientes   | Santiago del Estero |
| Entre Ríos   | Córdoba             |
| Mendoza      | Misiones            |
| Tucumán      | Chaco               |
| La Rioja     | Neuquén             |

## Fase de grupos

### Grupo A
| Equipo       | Pts | PJ | PG | PP | PF  | PC  | Dif |
| ------------ | --- | -- | -- | -- | --- | --- | --- |
| Buenos Aires | 9   | 5  | 4  | 1  | 422 | 366 | 56  |
| Tucumán      | 9   | 5  | 4  | 1  | 437 | 387 | 50  |
| Corrientes   | 8   | 5  | 3  | 2  | 376 | 393 | -17 |
| Entre Ríos   | 8   | 5  | 3  | 2  | 373 | 366 | 7   |
| La Rioja     | 6   | 5  | 1  | 4  | 341 | 405 | -64 |
| Mendoza      | 6   | 5  | 1  | 4  | 387 | 418 | -31 |

|  |                                      |
|  | Clasificados a la fase campeonato.   |
|  | Finalizan su participación.          |
|  | Desciende al Campeonato Promocional. |

| 18 de julio, 17:00 | Buenos Aires | 85–80 | Mendoza | Venado Tuerto                |
|                    |              |       |         |                              |
|                    |              |       |         | Pabellón: Estadio de Olimpia |

| 18 de julio, 19:00 | La Rioja | 65–68 | Corrientes | Venado Tuerto                |
|                    |          |       |            |                              |
|                    |          |       |            | Pabellón: Estadio de Olimpia |

| 18 de julio, 21:00 | Tucumán | 77–82 | Entre Ríos | Venado Tuerto                |
|                    |         |       |            |                              |
|                    |         |       |            | Pabellón: Estadio de Olimpia |

| 19 de julio, 17:00 | Buenos Aires | 89–67 | Corrientes | Venado Tuerto                |
|                    |              |       |            |                              |
|                    |              |       |            | Pabellón: Estadio de Olimpia |

| 19 de julio, 19:00 | Mendoza | 71–67 | Entre Ríos | Venado Tuerto                |
|                    |         |       |            |                              |
|                    |         |       |            | Pabellón: Estadio de Olimpia |

| 19 de julio, 21:00 | Tucumán | 93–75 | La Rioja | Venado Tuerto                |
|                    |         |       |          |                              |
|                    |         |       |          | Pabellón: Estadio de Olimpia |

| 20 de julio, 17:00 | Buenos Aires | 89–60 | La Rioja | Venado Tuerto                |
|                    |              |       |          |                              |
|                    |              |       |          | Pabellón: Estadio de Olimpia |

| 20 de julio, 19:00 | Corrientes | 81–64 | Entre Ríos | Venado Tuerto                |
|                    |            |       |            |                              |
|                    |            |       |            | Pabellón: Estadio de Olimpia |

| 20 de julio, 21:00 | Tucumán | 96–77 | Mendoza | Venado Tuerto                |
|                    |         |       |         |                              |
|                    |         |       |         | Pabellón: Estadio de Olimpia |

| 21 de julio, 17:00 | Mendoza | 80–85 | Corrientes | Venado Tuerto                |
|                    |         |       |            |                              |
|                    |         |       |            | Pabellón: Estadio de Olimpia |

| 21 de julio, 19:00 | Entre Ríos | 76–56 | La Rioja | Venado Tuerto                |
|                    |            |       |          |                              |
|                    |            |       |          | Pabellón: Estadio de Olimpia |

| 21 de julio, 21:00 | Tucumán | 75–78 | Buenos Aires | Venado Tuerto                |
|                    |         |       |              |                              |
|                    |         |       |              | Pabellón: Estadio de Olimpia |

| 22 de julio, 17:00 | La Rioja | 85–79 | Mendoza | Venado Tuerto                |
|                    |          |       |         |                              |
|                    |          |       |         | Pabellón: Estadio de Olimpia |

| 22 de julio, 19:00 | Tucumán | 95–75 | Corrientes | Venado Tuerto                |
|                    |         |       |            |                              |
|                    |         |       |            | Pabellón: Estadio de Olimpia |

| 22 de julio, 21:00 | Entre Ríos | 84–81 | Buenos Aires | Venado Tuerto                |
|                    |            |       |              |                              |
|                    |            |       |              | Pabellón: Estadio de Olimpia |

### Grupo B
| Equipo              | Pts | PJ | PG | PP | PF  | PC  | Dif |
| ------------------- | --- | -- | -- | -- | --- | --- | --- |
| Chaco               | 10  | 5  | 5  | 0  | 397 | 362 | 35  |
| Santa Fe            | 9   | 5  | 4  | 1  | 392 | 330 | 62  |
| Santiago del Estero | 8   | 5  | 3  | 2  | 353 | 333 | 20  |
| Córdoba             | 7   | 5  | 2  | 3  | 357 | 359 | -2  |
| Neuquén             | 6   | 5  | 1  | 4  | 399 | 422 | -23 |
| Misiones            | 5   | 5  | 0  | 5  | 339 | 431 | -92 |

|  |                                      |
|  | Clasificados a la fase campeonato.   |
|  | Finalizan su participación.          |
|  | Desciende al Campeonato Promocional. |

| 18 de julio, 17:00 | Chaco | 78–71 | Neuquén | Firmat                    |
|                    |       |       |         |                           |
|                    |       |       |         | Pabellón: La Caldera Roja |

| 18 de julio, 19:00 | Santiago del Estero | 62–60 | Córdoba | Firmat                    |
|                    |                     |       |         |                           |
|                    |                     |       |         | Pabellón: La Caldera Roja |

| 18 de julio, 21:00 | Santa Fe | 87–56 | Misiones | Firmat                    |
|                    |          |       |          |                           |
|                    |          |       |          | Pabellón: La Caldera Roja |

| 19 de julio, 17:00 | Chaco | 75–71 | Santiago del Estero | Firmat                    |
|                    |       |       |                     |                           |
|                    |       |       |                     | Pabellón: La Caldera Roja |

| 19 de julio, 19:00 | Córdoba | 75–54 | Misiones | Firmat                    |
|                    |         |       |          |                           |
|                    |         |       |          | Pabellón: La Caldera Roja |

| 19 de julio, 21:00 | Santa Fe | 83–76 | Neuquén | Firmat                    |
|                    |          |       |         |                           |
|                    |          |       |         | Pabellón: La Caldera Roja |

| 20 de julio, 17:00 | Neuquén | 93–90 | Misiones | Firmat                    |
|                    |         |       |          |                           |
|                    |         |       |          | Pabellón: La Caldera Roja |

| 20 de julio, 19:00 | Chaco | 76–65 | Córdoba | Firmat                    |
|                    |       |       |         |                           |
|                    |       |       |         | Pabellón: La Caldera Roja |

| 20 de julio, 21:00 | Santa Fe | 67–58 | Santiago del Estero | Firmat                    |
|                    |          |       |                     |                           |
|                    |          |       |                     | Pabellón: La Caldera Roja |

| 21 de julio, 17:00 | Córdoba | 93–84 | Neuquén | Firmat                    |
|                    |         |       |         |                           |
|                    |         |       |         | Pabellón: La Caldera Roja |

| 21 de julio, 19:00 | Santiago del Estero | 84–56 | Misiones | Firmat                    |
|                    |                     |       |          |                           |
|                    |                     |       |          | Pabellón: La Caldera Roja |

| 21 de julio, 21:00 | Chaco | 76–72 | Santa Fe | Firmat                    |
|                    |       |       |          |                           |
|                    |       |       |          | Pabellón: La Caldera Roja |

| 22 de julio, 17:00 | Santiago del Estero | 78–75 | Neuquén | Firmat                    |
|                    |                     |       |         |                           |
|                    |                     |       |         | Pabellón: La Caldera Roja |

| 22 de julio, 19:00 | Chaco | 92–83 | Misiones | Firmat                    |
|                    |       |       |          |                           |
|                    |       |       |          | Pabellón: La Caldera Roja |

| 22 de julio, 21:00 | Santa Fe | 83–64 | Córdoba | Firmat                    |
|                    |          |       |         |                           |
|                    |          |       |         | Pabellón: La Caldera Roja |

### Noveno puesto
| 23 de julio, 11:00 | La Rioja | 86–96   | Neuquén | Firmat                    |  |
|                    |          |         |         |                           |  |
|                    |          | Reporte |         | Pabellón: La Caldera Roja |  |

## Tabla de posiciones
| Equipo | Equipo              | Pts | PJ | PG | PP | Dif |
| ------ | ------------------- | --- | -- | -- | -- | --- |
| 1.º    | Chaco               | 10  | 5  | 5  | 0  | 35  |
| 2.º    | Santa Fe            | 9   | 5  | 4  | 1  | 62  |
| 3.º    | Buenos Aires        | 9   | 5  | 4  | 1  | 56  |
| 4.º    | Tucumán             | 9   | 5  | 4  | 1  | 50  |
| 5.º    | Santiago del Estero | 8   | 5  | 3  | 2  | 20  |
| 6.º    | Entre Ríos          | 8   | 5  | 3  | 2  | 7   |
| 7.º    | Corrientes          | 8   | 5  | 3  | 2  | -17 |
| 8.º    | Córdoba             | 7   | 5  | 2  | 3  | -2  |
| 9.º    | Neuquén             | 6   | 5  | 1  | 4  | -23 |
| 10.º   | La Rioja            | 6   | 5  | 1  | 4  | -64 |
| 11.º   | Mendoza             | 6   | 5  | 1  | 4  | -31 |
| 12.º   | Misiones            | 5   | 5  | 0  | 5  | -92 |

|  |                                       |
|  | Clasificados a la fase campeonato.    |
|  | Finalizan su participación.           |
|  | Descienden al Campeonato Promocional. |

## Fase campeonato
Esta etapa final concentró a los cuatro mejores de los dos grupos que integraron la fase de grupos de esta edición del torneo. La sede donde se llevó a cabo fue el estadio "La Caldera Roja" de la ciudad de Firmat, el cual albergó los cruces de las semifinales y la final los días 23 y 24 de julio.
El campeón de esta edición fue el seleccionado de la provincia de Tucumán, que ganó de esta manera su segundo título consecutivo y el quinto en su historia de esta competición nacional de mayores.
El MVP del certamen fue Leandro Vildoza de Tucumán quien en el partido final anotó 19 puntos y realizó 8 asistencias.
|  | Semifinal    | Semifinal |          |         | Final | Final |  |
|  |              |           |          |         |       |       |  |
|  |              |           |          |         |       |       |  |
|  | Chaco        | 94        |          |         |       |       |  |
|  | Chaco        | 94        |          |         |       |       |  |
|  | Tucumán      | 101       |          |         |       |       |  |
|  | Tucumán      | 101       |          | Tucumán | 80    |       |  |
|  |              |           |          | Tucumán | 80    |       |  |
|  |              |           | Santa Fe | 76      |       |       |  |
|  | Buenos Aires | 77        | Santa Fe | 76      |       |       |  |
|  | Buenos Aires | 77        |          |         |       |       |  |
|  | Santa Fe     | 81        |          |         |       |       |  |
|  | Santa Fe     | 81        |          |         |       |       |  |
|  |              |           |          |         |       |       |  |

### Semifinal
| 23 de julio, 19:00 | Chaco                                                | 94–101               | Tucumán                                               | Firmat                    |  |
|                    | Parciales: 17-19, 20-16, 24-26, 22-22 (T.E.: 11-18)  |                      |                                                       |                           |  |
|                    | Estadísticas S. Picton 24 S. Picton 11 M. Cequeira 5 | Reporte Pts Reb Asts | Estadísticas 33 I. Gramajo 6 I. Gramajo 12 L. Vildoza | Pabellón: La Caldera Roja |  |

| 23 de julio, 21:00 | Buenos Aires                                        | 77–81                | Santa Fe                                                 | Firmat                    |  |
|                    | Parciales: 24-19, 19-20, 20-19, 14-23               |                      |                                                          |                           |  |
|                    | Estadísticas N. Lauria 20 N. Lauria 13 E. Gamazzo 3 | Reporte Pts Reb Asts | Estadísticas 21 M. Cosolito 13 M. Cosolito 7 D. Palacios | Pabellón: La Caldera Roja |  |

### Tercer puesto
| 24 de julio, 19:00 | Chaco                                              | 87–89                | Buenos Aires                                   | Firmat                    |  |
|                    | Parciales: 24-20, 18-12, 18-27, 27-30              |                      |                                                |                           |  |
|                    | Estadísticas F. Vieta 21 C. Avalle 9 M. Cequeira 6 | Reporte Pts Reb Asts | Estadísticas 28 M. Ríos 11 N. Lauria 4 M. Ríos | Pabellón: La Caldera Roja |  |

### Final
| 24 de julio, 21:00 | Tucumán                                             | 80–76                | Santa Fe                                            | Firmat                    |  |
|                    | Parciales: 19-19, 22-16, 17-24, 22-17               |                      |                                                     |                           |  |
|                    | Estadísticas L. Vildoza 19 P. Osores 9 L. Vildoza 8 | Reporte Pts Reb Asts | Estadísticas 19 S. Uranga 7 S. Uranga 5 D. Palacios | Pabellón: La Caldera Roja |  |

Provincia de Tucumán

Campeón

Quinto título

## Plantel campeón
Referencia: CABB.
- Leandro Vildoza
- Pablo Osores
- Jerónimo Solórzano
- Patricio Aranda
- Iván Julián
- Fernando Ortiz
- Pablo Walter
- Iván Gramajo
- Santiago Abdala
- Emiliano Cancinos
- Conrado Echavarría
- Cristian Soria

Entrenador: Mario Vildoza.